# J. Blackfoot
J. Blackfoot, cantante de soul nacido en Greenville en 1947. Fue la voz principal del cuarteto The Soul Children, formado en Memphis entre 1968 y 1978, consiguiendo numerosos hits. Colbert empezó una carrera en solitario bajo el nombre de J. Blackfoot, con el sencillo "Taxi" en 1984, el cual se posicionó en las listas de R&B con facilidad. Desde su debut en solitario ha mantenido una carrera estable, con un importante trabajo en Basix durante la década de los '90. En 2006 ha editado su último álbum "It Ain't Over Till It's Over", en el sello JEA Right Now.

## Discografía
| Año  | Título                       | Discográfica  |
| ---- | ---------------------------- | ------------- |
| 1983 | City slicker                 | Sound Town    |
| 1987 | U Turn                       | Edge          |
| 1991 | Loveaholic                   | Basix         |
| 1993 | Room service                 | Basix         |
| 1995 | Reality                      | Basix         |
| 1995 | Platinum Blue Christmas      | Pltb          |
| 1997 | This Christmas               | Basix         |
| 1997 | Stealing love                | Basix         |
| 1999 | Having an affair             | Basix         |
| 2001 | Same place, same time        | Basix         |
| 2002 | Feet first                   | Magnetic      |
| 2003 | Taxi                         | P-Vine Japan  |
| 2006 | It ain't over till it's over | JEA Right Now |

- Datos: Q5553941